# Zasada względności
Zasada względności głosi, że prawa fizyki w dwóch inercjalnych układach odniesienia są takie same. Odkrył ją Galileusz. Jej konsekwencją są transformacje Galileusza lub Lorentza.
Klasyczna (galileuszowska) zasada względności stoi w sprzeczności z równaniami Maxwella. Wydaje się, że wskazują one pewien układ preferowany, w którym np. prędkość światła w próżni wynosi
{\displaystyle c={\frac {1}{\sqrt {\varepsilon _{0}\mu _{0}}}},}
gdzie:
{\displaystyle \varepsilon _{0}} – przenikalność elektryczna próżni,
{\displaystyle \mu _{0}} – przenikalność magnetyczna próżni.
Jednak w toku rozwoju teorii eteru Lorentza transformacje Galileusza uogólniono do transformacji Lorentza. Równania Maxwella są niezmiennicze względem tych przekształceń. Dlatego Henri Poincaré pisał o spełnieniu zasady względności w elektrodynamice.
By „uratować” zasadę względności, Albert Einstein zaproponował szczególną teorię względności. Postuluje ona, że wszystkie prawa fizyki – nie tylko mechanika, ale też elektrodynamika – są jednakowe we wszystkich inercjalnych układach odniesienia. Zastosowanie zasady względności do elektrodynamiki prowadzi do postulatu, że prędkość światła w próżni jest stała we wszystkich inercjalnych układach odniesienia. Te postulaty wystarczą do wyprowadzenia transformacji Lorentza i ich konsekwencji.
Einstein stworzył następnie ogólną teorię względności. Opiera się ona m.in. na uogólnieniu zasady względności. Nie tylko układy inercjalne, ale i lokalnie inercjalne są równouprawnione. Równania pola grawitacyjnego są przez to kowariantne. Układami lokalnie inercjalnymi są układy spadające swobodnie, zgodnie z zasadą równoważności.